# Battaglia di Berestečko
La battaglia di Berestečko (in polacco Bitwa pod Beresteczkiem; in ucraino Берестецька битва?, Berestec'ka Bytva) fu una battaglia combattuta tra l'Etmanato Cosacco, guidati dall'Etmano Bohdan Chmel'nyc'kyj e aiutati dai loro alleati i Tatari della Crimea, e l'esercito della Corona del Regno di Polonia della Confederazione polacco-lituana guidata dal Re Giovanni II Casimiro di Polonia.

## La battaglia
La battaglia fu parte di una ribellione cosacca in Ucraina, la rivolta di Chmel'nyc'kyj, durata tra il 1648 e il 1657, e si svolse tra il 28 e il 30 giugno 1651 nella provincia di Volinia, sulla collina del fiume Styr. Questa battaglia, terminata con una vittoria decisiva polacca, è considerata tra le più grandi battaglie terrestri sul suolo europeo nel XVII secolo. Nonostante la vittoria polacca, però, la rivolta continuò per molti altri anni ancora sotto Chmel'nyc'kyj.